# Lucius Antonius Quadratus

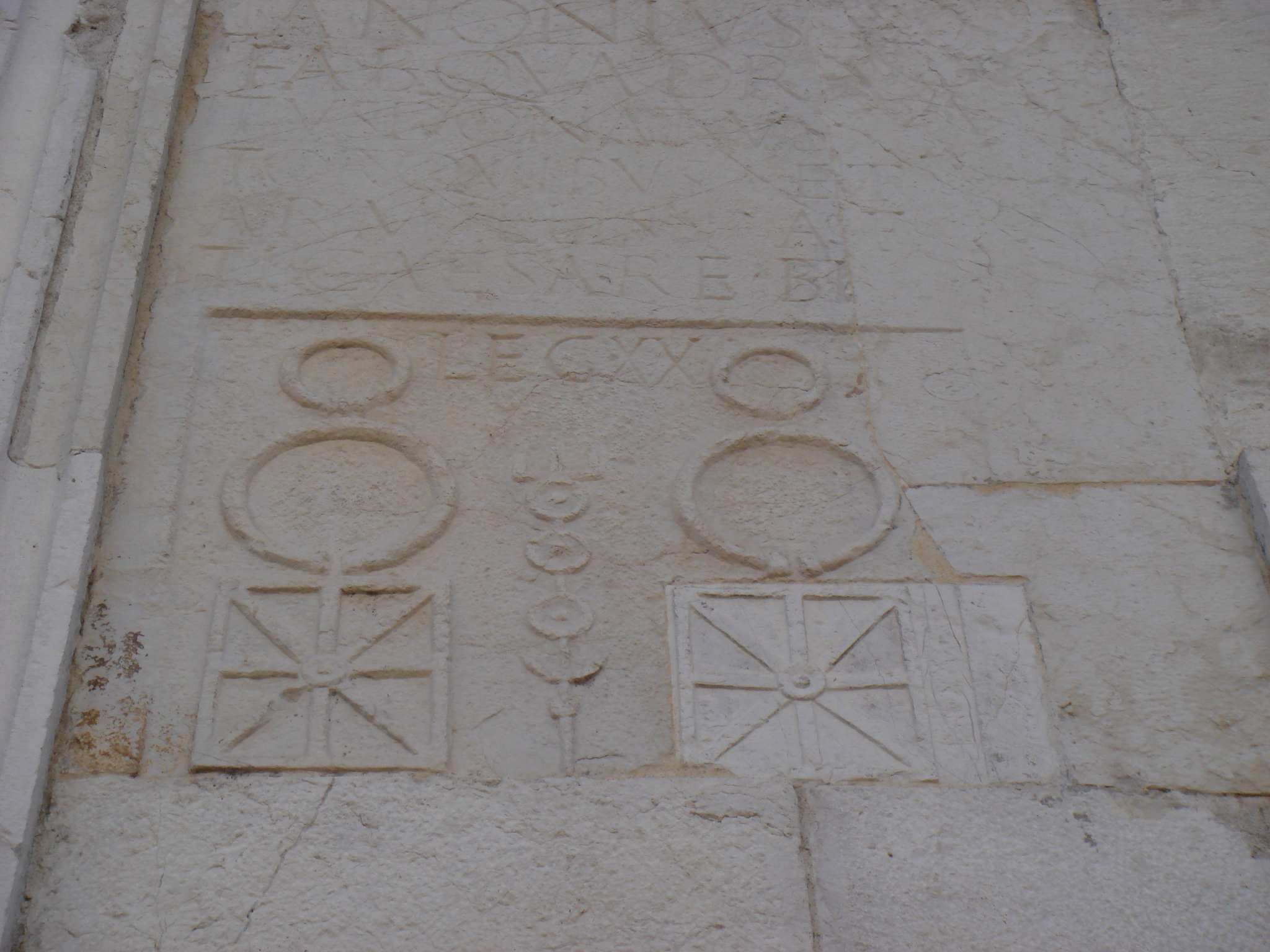
Die Inschrift

Lucius Antonius Quadratus  (vollständige Namensform Lucius Antonius Luci filius Fabia Quadratus) war ein im 1. Jahrhundert n. Chr. lebender Angehöriger der römischen Armee.
Durch eine Inschrift, die in Brixia gefunden wurde, ist belegt, dass Quadratus in der Legio XX diente und dass ihm von Tiberius zweimal die militärischen Auszeichnungen der Torques und Armillae verliehen wurden (donatus torquibus et armillis ab Tiberio Caesare bis). Auf dem Relief sind neben Torques und Armillae zusätzlich Phalerae abgebildet; da außerdem noch ein Signum dargestellt ist, war er möglicherweise Signifer.
Quadratus war in der Tribus Fabia eingeschrieben.
Die Inschrift wird bei der Epigraphik-Datenbank Clauss-Slaby auf 6/10 datiert; Stephen James Malone ordnet die Verleihung der Auszeichnungen dem Pannonischen Aufstand um 6/9 zu.